# Crematogaster kelleri
Crematogaster kelleri es una especie de hormiga acróbata del género Crematogaster, familia Formicidae. Fue descrita científicamente por Forel en 1891.
Se distribuye por el continente africano, en Madagascar y Seychelles. Se ha encontrado a elevaciones que van desde los 3 hasta los 1575 metros de altura.
Habita principalmente en bosques lluviosos, también en bosques secos y tropicales y en áreas de bosque perturbado. También frecuenta diversos microhábitats como ramas muertas sobre el suelo, vegetación baja, troncos podridos, hojarasca y plantas forrajeras.

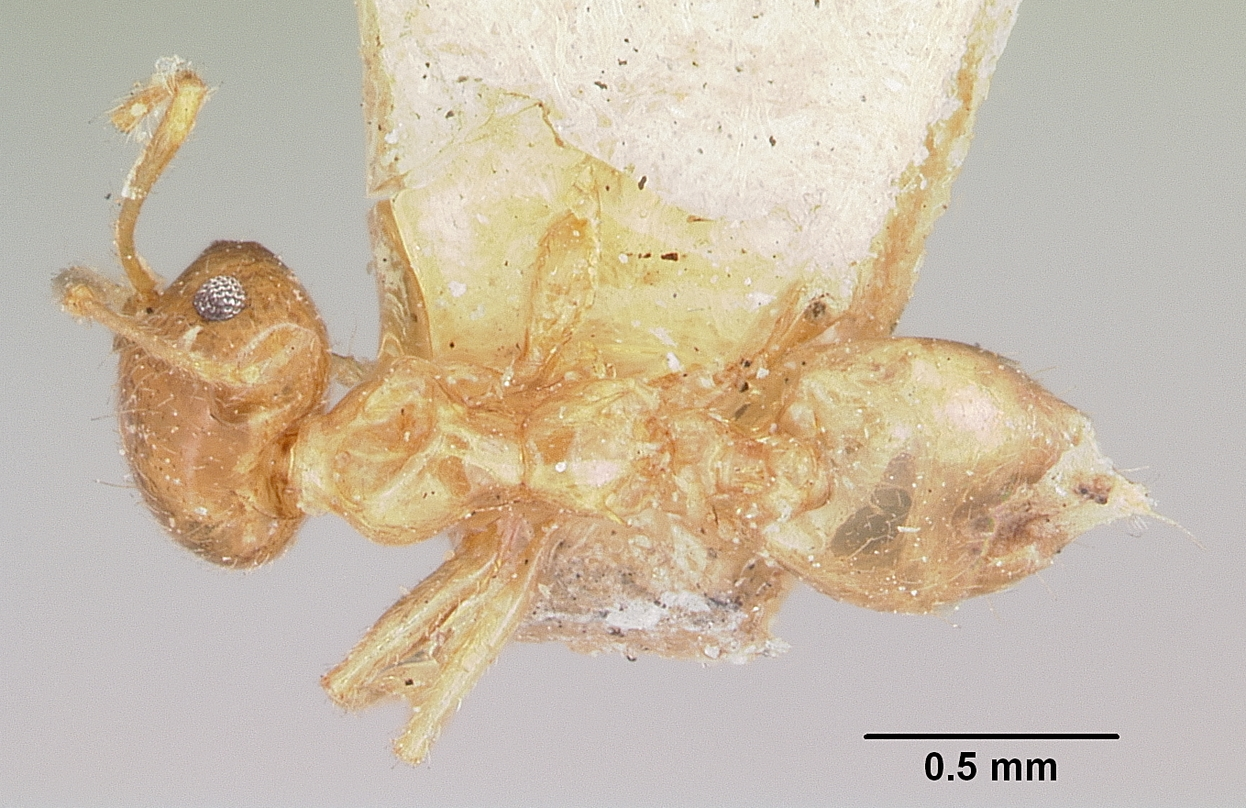
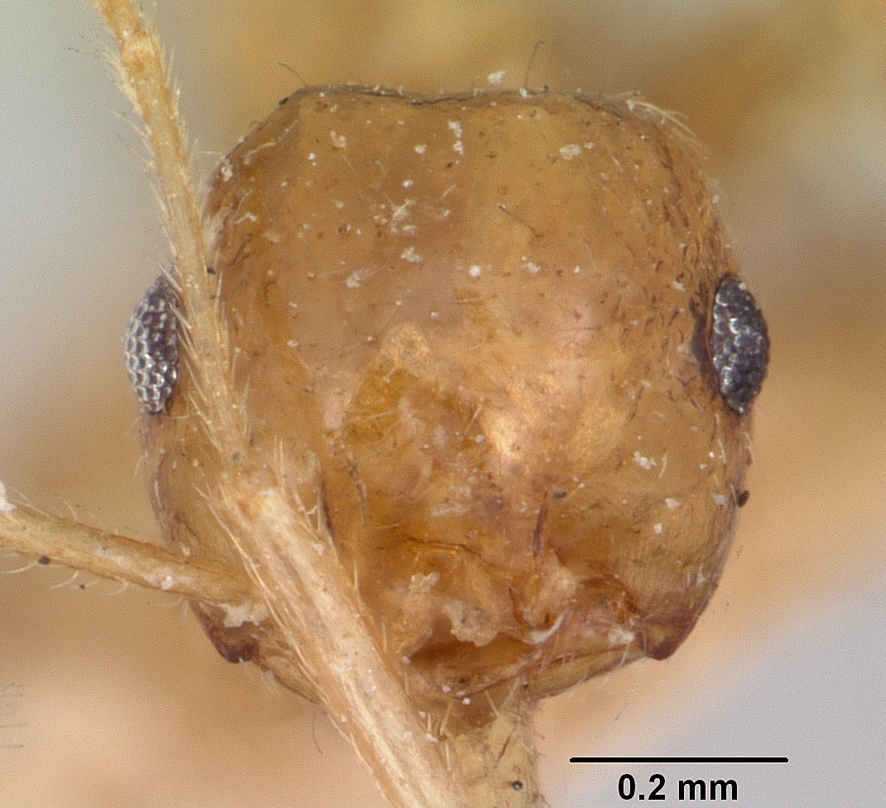
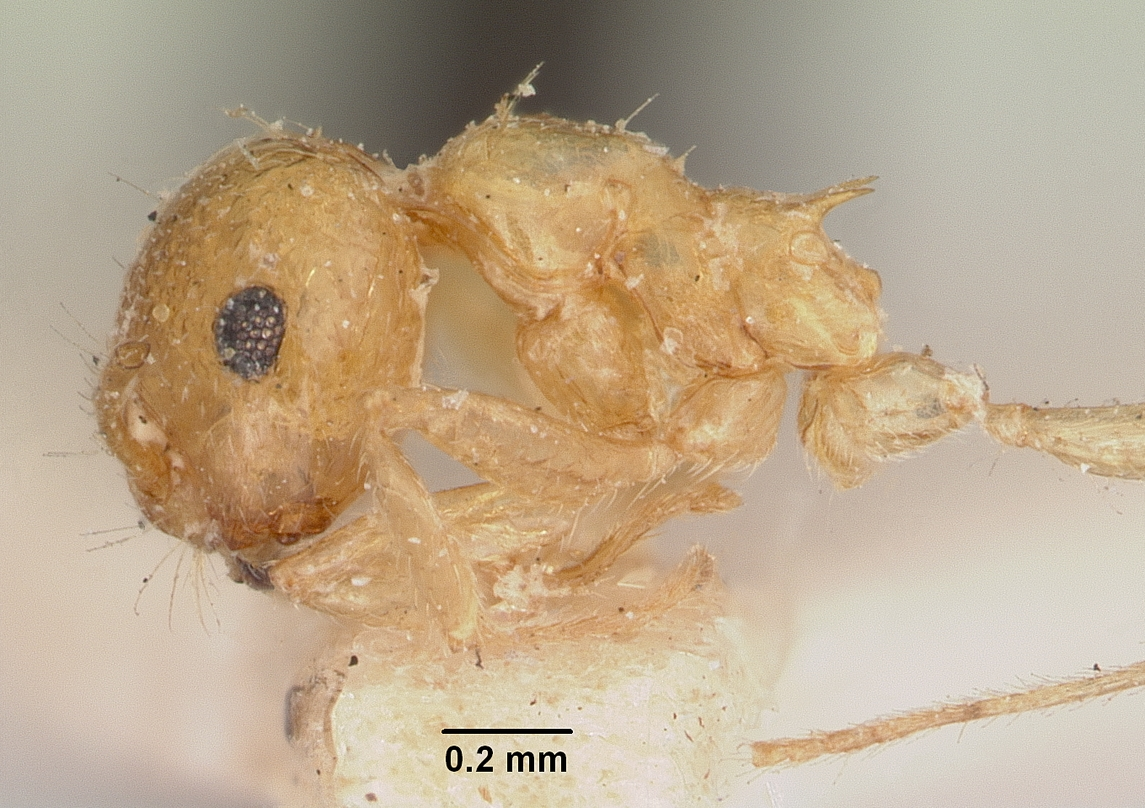